# Luiz Carlos Braga
Luiz Carlos Braga (São Paulo, 8 de dezembro de 1935 — São Paulo, 28 de novembro de 1994) foi um ator brasileiro.

## Biografia
O ator se destacou na cena teatral carioca nos anos 1950 atuando no espetáculo “Hamlet” de William Shakespeare.
Trabalhou no “Grande Teatro Tupi” na emissora carioca dos Diários Associados e no cinema se revelou como galã em “De Vento em Popa” em 1957, filme dirigido por Carlos Manga.
Com a atriz e comediante Dercy Gonçalves ele fez dois filmes nessa época, “Entrei de Gaiato” e “Minervina Vem Aí” e se torna um dos maiores amigos da atriz, repetindo a parceria em vários espetáculos de teatro.
A estréia nas novelas aconteceu em 1967 em “Anastácia, a Mulher Sem Destino” de Glória Magadan em 1967. Na emissora fez ainda “Sangue e Areia” em 1968.

## Trabalhos na TV
- La Mamma (1990)[1]
- Rosa Baiana (1981)
- Éramos Seis (1977)  .... Alaor[1]
- Tchan! A Grande Sacada (1976)
- Vila do Arco (1975)
- Os Inocentes (1974)[1]
- Meu Adorável Mendigo (1973)
- A Revolta dos Anjos (1972)[1]
- Os Fidalgos da Casa Mourisca (1972)[1]
- O Tempo Não Apaga (1972)  .... Jacques[1]
- Os Deuses Estão Mortos (1971)  .... Delegado[1]
- As Pupilas do Senhor Reitor (1970)[1]
- Sangue e Areia (1968)[1]
- Anastácia, A Mulher Sem Destino (1967)[1]

## Trabalhos no cinema
- Gemidos e Sussurros (1987)
- Extremos do Prazer (1984) .... Luiz Antônio
- Sexo dos Anormais (1984)[1]
- Curras Alucinantes (1983)[1]
- Onda Nova (1983)[1]
- Tensão e Desejo (1983)[1]
- Massagem for Men (1983)[1]
- Amado Batista em Sol Vermelho (1982)[1]
- As Seis Mulheres de Adão (1982)[1]
- Fome de Sexo (1982)[1]
- A Noite do Amor Eterno (1982)
- Mulher Tentação (1982)[1]
- Vadias pelo Prazer (1982)
- Ousadia (1982)[1]
- Brisas do Amor (1982)
- Viúvas Eróticas (1982)[1]
- A Primeira Noite de uma Adolescente (1982)[1]
- Amélia, Mulher de Verdade (1981)[1]
- Anarquia Sexual (1981)
- Lílian, a Suja (1981)[1]
- O Sexo Nosso de Cada Dia (1981)[1]
- Violência na Carne (1981)[1]
- As Prostitutas do Dr. Alberto (1981)[1]
- Corpo Devasso (1980)[1]
- E Agora José? - Tortura do Sexo (1979)[1]
- Bandido, Fúria do Sexo (1979)[1]
- Dezenove Mulheres e Um Homem (1977)[1]
- Possuídas pelo Pecado (1976)[1]
- Amadas e Violentadas (1976)[1]
- Nem os Bruxos Escapam (1975)[1]
- O Amuleto de Ogum (1974)[1]
- O Segredo da Rosa (1974)[1]
- A Herança (1971)
- O Paraíso Proibido (1971) .... Rivaldo Menezes
- Salário Mínimo (1970)[1]
- É Simonal (1970)[1]
- Balada dos Infiéis (1970)[1]
- Juventude e Ternura (1968)[1]
- Todas as Mulheres do Mundo (1967)[1]
- Casinha Pequenina (1963)[1]
- Cacareco Vem Aí (1960)[1]
- Minervina Vem Aí (1960)[1] .... Alberto
- Entrei de Gaiato (1959) .... Fred
- De Vento em Popa (filme) (1957)[1]
- Canjerê (1957)[1]